# Dicée à dos rouge
Dicaeum cruentatum
Espèce
Statut de conservation UICN

 LC  : Préoccupation mineure
Le Dicée à dos rouge (Dicaeum cruentatum) est une espèce de passereau placée dans la famille des Dicaeidae.

## Répartition
On le trouve au Bangladesh, Bhoutan, Birmanie, Brunei, Cambodge, Chine, Inde, Indonésie, Laos,  Malaisie, Népal, Thaïlande et Vietnam.

## Habitat
Il habite les forêts humides tropicales et subtropicales en plaine.

## Sous-espèces
Selon Peterson
- Dicaeum cruentatum batuense Richmond 1912
- Dicaeum cruentatum cruentatum (Linnaeus) 1758
- Dicaeum cruentatum niasense Meyer de Schauensee & Ripley 1940
- Dicaeum cruentatum nigrimentum Salvadori 1874
- Dicaeum cruentatum simalurense Salomonsen 1961
- Dicaeum cruentatum sumatranum Cabanis 1877